# Bodaiji

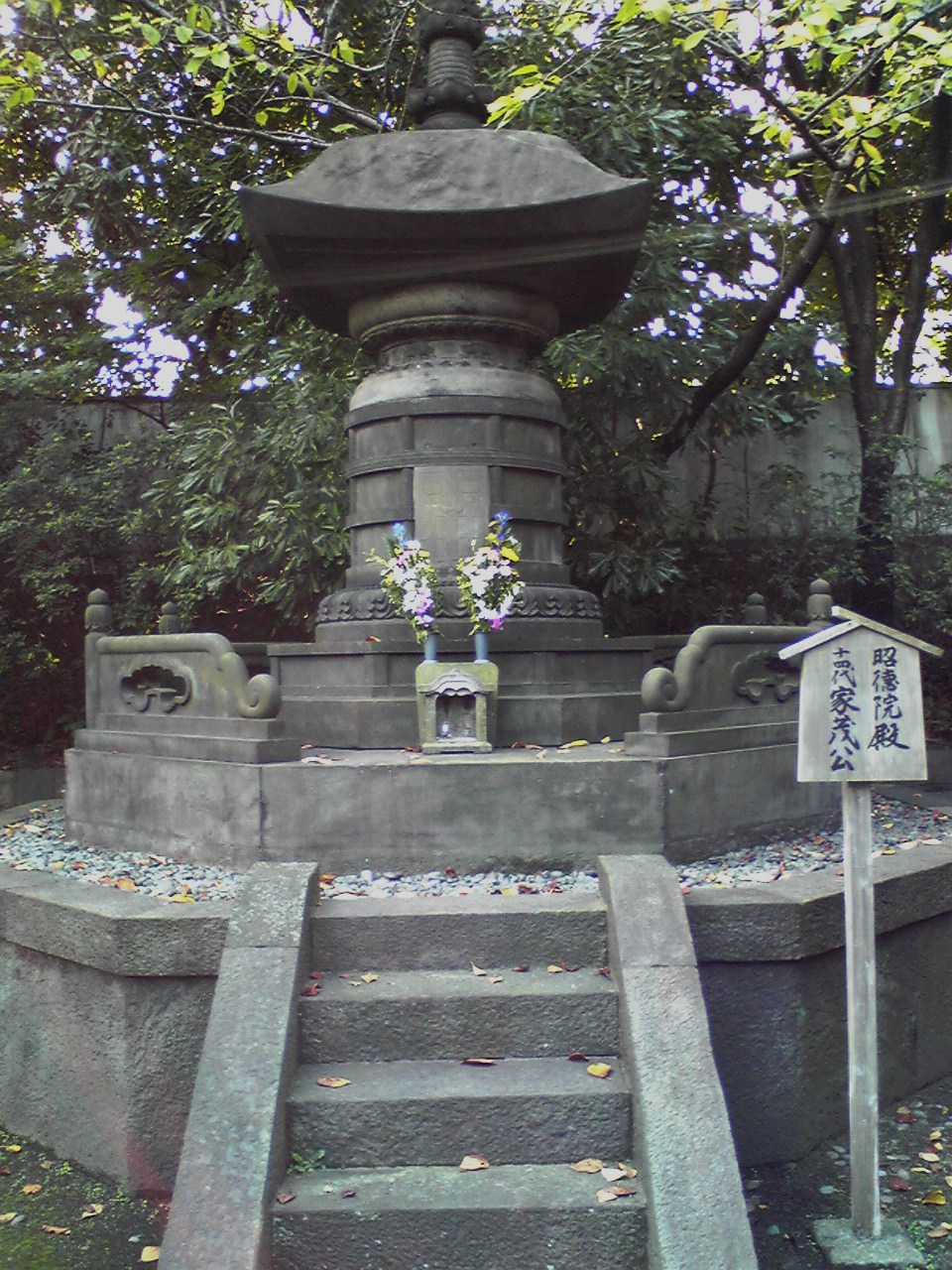
Tombeau de Tokugawa Iemochi au Zōjō-ji, un des deux bodaiji Tokugawa.

Un bodaiji (菩提寺, litt. « temple bodhi »), ou bodaisho (菩提所), est, dans le bouddhisme japonais, un temple qui, génération après génération, prend en charge les morts d'une famille en leur donnant l'inhumation et organisant des cérémonies en faveur de leur âme. Le nom vient de ce qu'au Japon le terme bodai (菩提), qui à l'origine signifie seulement éveil bouddhiste (satori), en est également venu à signifier soit la prise en charge de ses défunts pour assurer leur bien-être après la mort, soit le bonheur dans l'au-delà lui-même.
Plusieurs familles de samouraïs ont leur bodaiji construit sur commande, par exemple les membres de la dynastie Tokugawa, tandis que d'autres adoptent simplement un temple existant en tant que temple familial. Les familles peuvent avoir plus d'un bodaiji. Le clan Tokugawa, par exemple, en a deux tandis que le clan Ashikaga en possède plusieurs, dans le Kantō comme dans le Kansai.

## Quelquesbodaijirenommés
- Le clan Hōjō au Tōshō-ji, Kamakura, époque de Kamakura (détruit en 1333).
- Le clan Hōjō au Hōkai-ji, Kamakura, (époque de Muromachi).
- Les shoguns Ashikaga au Tōji-in, Kyoto, (époque de Muromachi).
- Ashikaga Takauji au Chōju-ji de Kamakura, (époque de Muromachi).
- Cinq kantō kubō Ashikaga, maîtres du Kantō au début de l'époque de Muromachi. Zuisen-ji, Kamakura, (époque de Muromachi).
- Les Tokugawa au Kan'ei-ji et Zōjō-ji, Tokyo (époque d'Edo).
- Le clan Naitō à Kōmyō-ji, Kamakura (époque d'Edo).
- La Maison impériale au Sennyū-ji, Kyoto (le Tsuki no wa no misasagi est situé).